# Сюнь-цзы
Не следует путать с Сунь-цзы (кит. трад. 孫子, упр. 孙子), автором «Искусства войны».
Сюнь-цзы — известный также под именами Сюнь Куан (荀况) и Сюнь Цин (荀卿), китайский мыслитель конфуцианской традиции.
Неортодоксальный основоположник ханьского конфуцианства, первым осуществивший универсальную интерпретацию конфуцианского канона. В своем религиозном скептицизме был более последовательным, чем Конфуций. Именно в варианте Сюнь-цзы, представляющем Конфуция способным на жестокость ради справедливости, Поднебесная после Цинь, узнавшая жёсткий легизм, и восприняла конфуцианство.
Часто считается, что Сюнь-цзы внёс наибольший среди философов вклад в мощный процесс синтеза древнекитайской мысли на закате Чжоу. По мнению Фэн Юланя 馮友蘭 (1895—1990), значение Сюнь-цзы для китайской культуры сравнимо со значением Аристотеля для Запада.

## Ранние годы жизни и учение
Родился в государстве Чжао, входившем в число Срединных царств, противопоставлявших себя варварской периферии Китая. С ранних лет проявил себя как выдающийся полемист, совершил несколько десятков поездок ко дворам правителей царств Ци, Чу и Цинь. Неоднократно посещал знаменитую философскую академию Цзися в столице царства Ци Линьцзы (совр. Цзыбо), впоследствии (примерно в 263 г. до н. э.) возглавил её, но был оклеветан завистниками и в 255 г. до н. э. перебрался в Чу, где получил должность правителя уезда Ланьлин и почтительный титул министра-советника (цин, 卿). Вероятно, в это время философ приступил к составлению программного трактата, ныне известного как «Сюнь-цзы» (см. раздел «История текста»).
В 238 г. до н. э. Сюнь-цзы был отправлен в отставку и остаток жизни прожил в уединении, хотя любимые ученики, среди которых особенно выделялся своими способностями канцлер царства Цинь Ли Сы, продолжали навещать философа.
Сыма Цянь в гл. 74 «Ши цзи» характеризует общественно-политические взгляды Сюнь-цзы следующим образом:
Сюнь Цин болезненно относился к политике смутного времени, когда непрерывно появлялись правители-смутьяны и гибли государства; [когда] не следовали Великому Пути, но занимались лишь знахарством и молениями, верили в дурные и добрые предзнаменования, [когда] недостойные ученые погрязли в мелочах, а люди, вроде Чжуан Чжоу, занимались словоблудием и порчей нравов.
Низкая оценка, данная в этом отрывке работам даоса Чжуан-цзы, вряд ли соответствует воззрениям самого Сюнь-цзы.
Неизвестный комментатор «Сюнь-цзы» в гл. 32 памятника сообщает, что в последние годы жизни Сюнь-цзы, «стремившийся стать совершенномудрым (шэн, 聖), прикинулся сумасшедшим (куан, 狂)» — так часто были вынуждены поступать в годы гонений даосские отшельники.

## Проблемы датировки биографии Сюнь-цзы
Имеются однозначные доказательства того, что традиционная оценка даты смерти Сюнь-цзы (после 238 г. до н. э.), которая до сих пор воспроизводится во многих словарях и справочниках, не говоря уже об учебных пособиях, неверна, и это событие должно быть отнесено по крайней мере к последним годам правления первого циньского императора.

Например, в гл. 18 трактата Хуань Куаня «Дискуссия о соли и железе» (鹽鐵論), составленного в середине I в. до н. э., указывается: 
Когда Ли Сы помогал в качестве канцлера [государю] Цинь, Ши хуан поручал ему [дела], и среди подданных не было второго, равного ему. Однако Сюнь Цин не ел из-за него, так как видел, что тот попадет в неожиданную беду.
В одном из списков текста вместо Сюнь Цин (荀卿) стоит Сунь Цин (孫卿), но в древности эти иероглифы были омофонами, так что данный отрывок можно рассматривать как свидетельство того, что Сюнь-цзы был ещё жив в правление Цинь Шихуанди и умер, уморив себя голодом, уже после 215 г. до н. э. (год назначения Ли Сы канцлером империи). Это мнение подтверждается словами Лю Сяна из комментария к «Сюнь-цзы»:
… испорченный мир не был в силах использовать легко применимое учение… и такой великий человек умер в трущобах, а его достижения и заслуги не стали зримы в мире.

## Философия
В центре философии Сюнь-цзы стоит концепция Неба (Тянь, 天) — основа подлинной природы всех вещей. Однако, в отличие от представителей даосского алхимического натурализма, Сюнь-цзы отрицает волюнтаристский смысл этого понятия и ограничивается истолкованием Неба как части Вселенной, парной Земле (Ди, 地) и составляющей триаду (сань, 三) с Землёй и человеком (жэнь, 人).
Небо Сюнь-цзы — не божество, а общепринятое имя для законов Природы. Оно упорядочено, но не имеет ни телесной формы (син, 形), ни стремления к какому-то действию (вэй, 溈), и непричастно к человеческой морали. Воплощением Неба является Дух (шэнь, 神), в нём Дао находит свой предел:
Когда небесное назначение установлено и небесный результат получен, только тогда образуется телесная форма и рождается Дух.
Окружающий мир развивается из взаимодействия природных сил: Инь, Ян и пяти стихий. А боги и духи — создание человеческого воображения, руководимого эмоциями («небесными чувствами»), органами чувств («небесными чиновниками») и сердцем («небесным государем»).
По мнению Лю Сяна и цинского комментатора Ван Сянь-цяня (1891), Сюнь-цзы выступает как безоговорочный сторонник познания Небесного мандата и подчинения (чжи, 屬) небесного предопределения (тянь мин, 天命). В других комментариях, однако, дано противоположное прочтение, сводящееся к тому, что совершенномудрый человек действует, опираясь на знание Неба, но отказывается от попыток бессмысленного произвольного воздействия на природные процессы, то есть некоторая степень контроля за собственной судьбой у него всё же остаётся. Реальность (ши, 實) Сюнь-цзы полагает проверяемой через дело, но не абстрактное действие:
Действовать, сверяясь с пользой, называется делом. Действовать, сверяясь с ложной справедливостью, называется действием.
Следование Пути-дао, согласно Сюнь-цзы, предполагает последовательное обуздание страстей, накопление благодати, выявление скрытых природных наклонностей и познание. Последняя функция не может быть реализована, если сердце идущего по Пути не сделать предварительно пустым (сюй, 虛) — но и потенциально всеобъемлющим, что составляет стандартную оппозицию с понятием «наполненного сердца» (ши синь, 實心). «Пустотность» сердца и сознания означает отсутствие разделения сознания, психики и объекта, выход за границы обыденного хаотического мышления с его постоянной бесконтрольной сменой мыслительных конструкций. Достижение такого состояния гарантирует усвоение знаний о Небе и Пути так, что они не вступают в губительное противоречие с уже имеющимися знаниями. Как сказано в гл. 22 памятника,
познание осуществляется благодаря тому, что сердце достигло пустотного единства и покоя.
Внимание к сердцу и сознанию, коренящемуся там, у Сюнь-цзы в значительной степени предвосхищает соответствующие разработки сунских и минских неоконфуцианцев во главе с Чжу Си и Ван Янмином, а также построения буддистов школы чань о постижении природы Будды через абсолютную пустоту. Вместе с тем Сюнь-цзы многое позаимствовал из ещё более древнего трактата школы эклектиков «Гуань-цзы» и работ своих сокурсников по академии Цзися Инь Вэня и Сун Цзяня.
Несмотря на одобрительное, в целом, отношение к научно-философскому поиску, Сюнь-цзы настаивал на ограничении бесконтрольного стремления к познанию, могущего высвободить доселе скрытые опасности и спровоцировать бессмысленное потребление ресурсов народа. В гл. 21 он вводит концепцию исчерпания норм (цзинь лунь, 儘惀) как атрибута предельной мудрости, детализируя её так:
Как бы там ни было, познает человеческая природа, а познаваемое содержится в принципах вещей. Если же за счет способной познавать человеческой природы добиваться допускающих познание принципов и не думать ни о какой остановке, то … пусть принципов будет хоть десять, хоть сто тысяч, этого все равно недостаточно для полного охвата изменений тьмы вещей, и это равносильно глупости. [Так] вот, изучая, сам состаришься, дети вырастут, а будешь сам, как глупец. Это подобно незнанию. Такой называется вздорным человеком.
Сюнь-цзы прославился своим антропологическим минимализмом, утверждая, что человеческая природа зла (э, 惡), а сам человек «от рождения» (性) обладает низменными стремлениями к выгоде (ли, 利) и похоти (юй, 慾), губящими благопристойность. Низкое в человеке преодолевается путём воспитания (вэй, 偽) и культуры (вэнь, 文). В гл. 23 трактата это утверждение кодифицировано:
人之性惡, 其善者偽也 = Человек от рождения наделён дурной природой, а то, что в нём представляет добро, есть приобретённый навык.
В этом проявляется основное отличие воззрений Сюнь-цзы от доминировавшего со времен Мэн-цзы направления в конфуцианстве, где считалось само собой разумеющимся, что человек по природе добр (к аналогичному выводу пришел Руссо в сходных исторических условиях, но почти через две тысячи лет). Вполне возможно, что это положение полностью аутентично, но также вероятно, что его инкорпорировали в наследие Сюнь-цзы под влиянием Хань Фэй-цзы несколько позднее, стремясь уберечь труды философа от сожжения в период гонений на конфуцианцев при Цинь. Это удалось, и творческое наследие Сюнь-цзы дошло до наших дней в превосходной сохранности: Сыма Цянь в коде к гл. 74 своего компендиума сообщает, что труды философа насчитывали несколько тысяч иероглифов, а это примерно соответствует ныне известному объёму его работ. Но как сам тот факт, что труды Сюнь-цзы избежали костра, так и очевидная близость Ли Сы и некоторых других циньских чиновников школе Сюнь-цзы, вызывали впоследствии ожесточенные споры о классификации учения философа.
Основным аргументом при этом выступает то обстоятельство, что отрицание благопристойности Сюнь-цзы приравнивал к отрицанию не только универсального деонтологического закона (фа, 法), но и административного кодекса (фа, 罰). Не исключено, что здесь философ сознательно обыгрывал созвучие двух слов, означающих почти противоположные политические и философские категории, и пытался их синтезировать, сблизив ослабевшее конфуцианство с набирающим мощь синхронно с военными успехами Цинь легизмом.
Действительно, Сюнь-цзы неоднократно противопоставляет своё учение работам «двенадцати философов» и трактует чувства и действия как нечто творимое в большой мере самим человеком, а не только волей Неба, которое он тем не менее должен брать за образец:
К природе (син, 性) относится то, что я не способен сотворить (нэн вэй, 能爲), но могу (кэ, 克) изменить. К чувственному (цин, 情, вариант перевода «обстоятельство, положение, обстановка») относится то, чем я не обладаю [изначально], но могу сотворить. Посредством обработки и шлифовки, полировки и тренировки изменяется природа (…) Природа есть воплощение Неба, чувства суть материал природы, а страсти суть реакция (ин, 應) чувств. (…) Кто хорошо умеет говорить о древности. у того обязательно есть доказательства [своих слов] в современности, кто хорошо умеет говорить о Небе, у того есть непременные доказательства [его слов в жизни] людей. (…) Никчемные конфуцианские ученые, способные только говорить, не стараясь ни получить новые знания, ни поделиться с другими тем, что имеют, подобны завязанным мешкам.

Но ещё Шан Ян писал в «Книге правителя области Шан» (商君書), что 
儒者法先王 聖人法天 = ученые-конфуцианцы слепо подражают древности, а совершенномудрый берет пример с Неба,
 тем самым высказывая вполне созвучные мысли.
Философ разрабатывал новую концепцию государственного управления, сочетающую моистские, конфуцианские и легистские методы. В гл. 11 «Сюнь-цзы» имеется следующее изречение:
Если кто чистого [цвета], тот является истинным царем; если кто пёстрого [цвета], то является гегемоном; если никто не имеет ни одного из этих видов окраски, то погибнет.
Ян Лян интерпретирует эти слова как указание на то, что, будучи способным и выдвигая на передний план справедливость, истинный (сопричастный культуре) царь (вэнь ван, 文王) ищет действительно способных людей, а не карьеристов, и делает это, невзирая на степень родства, занимаемое положение и прошлые заслуги; правитель, занимающий относительно менее устойчивую, но все же достаточно сильную позицию («гегемон», ба ван 霸王, букв. «господствующий грубой силой более, чем духовной мощью»), использует такие установки от случая к случаю; правитель же, обреченный на гибель, поступает противоположным образом, не понимая необходимости выбора среди способных чиновников и используя на службе фаворитов и льстецов. Это высказывание иногда понимается как завуалированная колкость в адрес Ли Сы, которого Сюнь-цзы неоднократно критиковал за карьеризм и упорное нежелание привлекать ко двору Цинь конфуцианцев.
Высказывания Сюнь-цзы на причины и механизм первоначального образования государства в известной степени перекликаются с работами Томаса Гоббса и прочих европейских философов — сторонников теории общественного договора. Основным понятием, которым он при этом оперирует, является «истинная (имманентная) справедливость» (и, 義). Она позволяет «подчинять вещное» (шэн 勝 у) и приносить Поднебесной «объединяющую пользу» (гл. 9). Сюнь-цзы видит корень способностей человека сооружать социальные структуры именно в присущем ему представлении о справедливости:
Птицы и звери (цинь шоу, 鳥獸) наделены знанием, но не должной справедливостью. Вода и огонь суть вместилища Духа, но не жизни. Трава и деревья наделены жизнью, но не знанием. Человек же наделен и жизнью, и знанием, и Духом, и ещё должной справедливостью, поэтому он является наибольшей ценностью. В беге он уступает лошади, в силе — быку, но почему же бык и лошадь используются им? Ответ: потому что люди способны образовать сообщества, а те — нет. Почему люди способны образовывать сообщества? Ответ: благодаря разделению обязанностей. Благодаря чему люди способны организовывать разделение обязанностей? Ответ: благодаря должной справедливости.
Как и Мэн-цзы, Сюнь-цзы отвергал элитаризм и считал, что «природа человека с улицы такова же, что у совершенномудрого» (гл. 23), но принимал за непременное условие состояния совершенномудрого — работу над решительным преобразованием и обузданием инстинктов и естественных склонностей (хуа син, 化性) через приобщение к культуре (хуа вэнь, 化文). Отличаются его воззрения и от взглядов философа Гао-цзы, который считал человеческую природу изначально нейтральной.
Русские исследователи творчества Сюнь-цзы делятся в основном на два лагеря. Если Феоктистов и его ученики считают философа представителем хотя и неортодоксального, но все же конфуцианского учения, восходящего к Конфуцию, Цзэн-цзы, Цзы Сы и Мэн-цзы, то Ф. С. Быков полагает, что Сюнь-цзы далеко отошел от конфуцианства и должен считаться скорее легистом или эклектиком.

## История текста
Современный текст трактата «Сюнь-цзы» состоит из 32 глав. Из них двадцать одна с высокой степенью вероятности аутентична, пять глав (гл. 7, 8, 15, 16, 24) созданы, возможно, при участии философа, а шесть инкорпорированы кем-то после его смерти.
Это произведение дошло до нас в редакции танского комментатора Ян Ляна 楊倞 (818), ему же принадлежит наиболее распространённое название книги, «Сюнь-цзы».
Сопоставительная и компиляторская работа по упорядочению древних текстов, включая принадлежащие Сюнь-цзы, была проделана Лю Сяном 刘向 и/или людьми его круга в эп. Хань. Известно о существовании 322 глав (цзюаней) трактата, из которых, однако, 290 в той или иной степени дублировали друг друга и были впоследствии удалены из корпуса текстов. Трактат получил название Сюнь Цин синь шу 荀卿新書.
Существуют полные переводы трактата на английский (в 1928 г. англо-американским синологом Х. Х. Дабсом (H. H. Dubs), в 1963 г. Бэртоном Уотсоном (B. Watson), в 1988—1994 гг. Ноблоком (J. Knoblock)), французский (в 1987 г. Каменаровичем (I. Kamenarovic)), японский (в 1920 г. Сасакава Римпо, в 1922 г. Хатори Унокити, в 1962 г. Каная Осаму), немецкий (в 1967 г. Х.Кёстером (H.Köster)), современный китайский (в 1975 г. Сюн Гунчжэ, в 1985 г. Ян Люцяо) языки. На русский язык В. Ф. Феоктистовым переведены 11 глав «Сюнь-цзы» (с сокращениями), ещё 2 главы переведены И. Т. Зограф в 2000 г.

## Генеалогия
Сюнь Юэ (148—209), потомок Сюнь-цзы в 13-м поколении, был придворным историком и учёным конца дин. Хань. По заказу Сянь-ди переписал Ханьшу в более лёгком стиле, имитируя Цзо чжуань: его труд получил название «Ханьцзи» 漢紀. Автор трактата «Шэнь цзянь» 申鑒.

## В современном языке
В китайский язык вошёл чэнъюй из трактата «Самосовершенствование» (кит. 修身) Сюнь-цзы, «хромая черепаха одолевает тысячу ли» (кит. 跛鳖千里), который образно выражает мысль, что непрестанными усилиями даже при плохих условиях можно достичь успеха.